# Plastik
Plastik är ett konstkritiskt begrepp, som syftar på konstnärlig förmåga att skapa ett livligt tredimensionellt uttryck. I överförd bemärkelse har ordet använts om livfull scenkonstnärlig insats eller åskådlig litterär skildring. Adjektivet är plastisk.
Till exempel karakteriserade Nils Ahnlund 1927 symboliken i medeltidsdikten Gamble man, vari åldringen skildras som en gammal ek, som ”plastisk”. Detta språkbruk är något ålderdomligt; orden plastik och plastisk har blivit mindre vanliga sedan andra hälften av 1900‐talet. möjligen på grund av att språkbrukare associerar ordet med det moderna materialet plast, som ursprungligen också hette plastik på svenska, innan det kortades genom ett språkvårdsingripande.